# (24948) Babote
(24948) Babote est un astéroïde de la ceinture principale.

## Description
(24948) Babote est un astéroïde de la ceinture principale. Il fut découvert le 9 juillet 1997 dans le Parc national des Cévennes par l'Observatoire des Pises. Il présente une orbite caractérisée par un demi-grand axe de 2,81 UA, une excentricité de 0,09 et une inclinaison de 8,4° par rapport à l'écliptique.

## Compléments